# Bala de canó humana

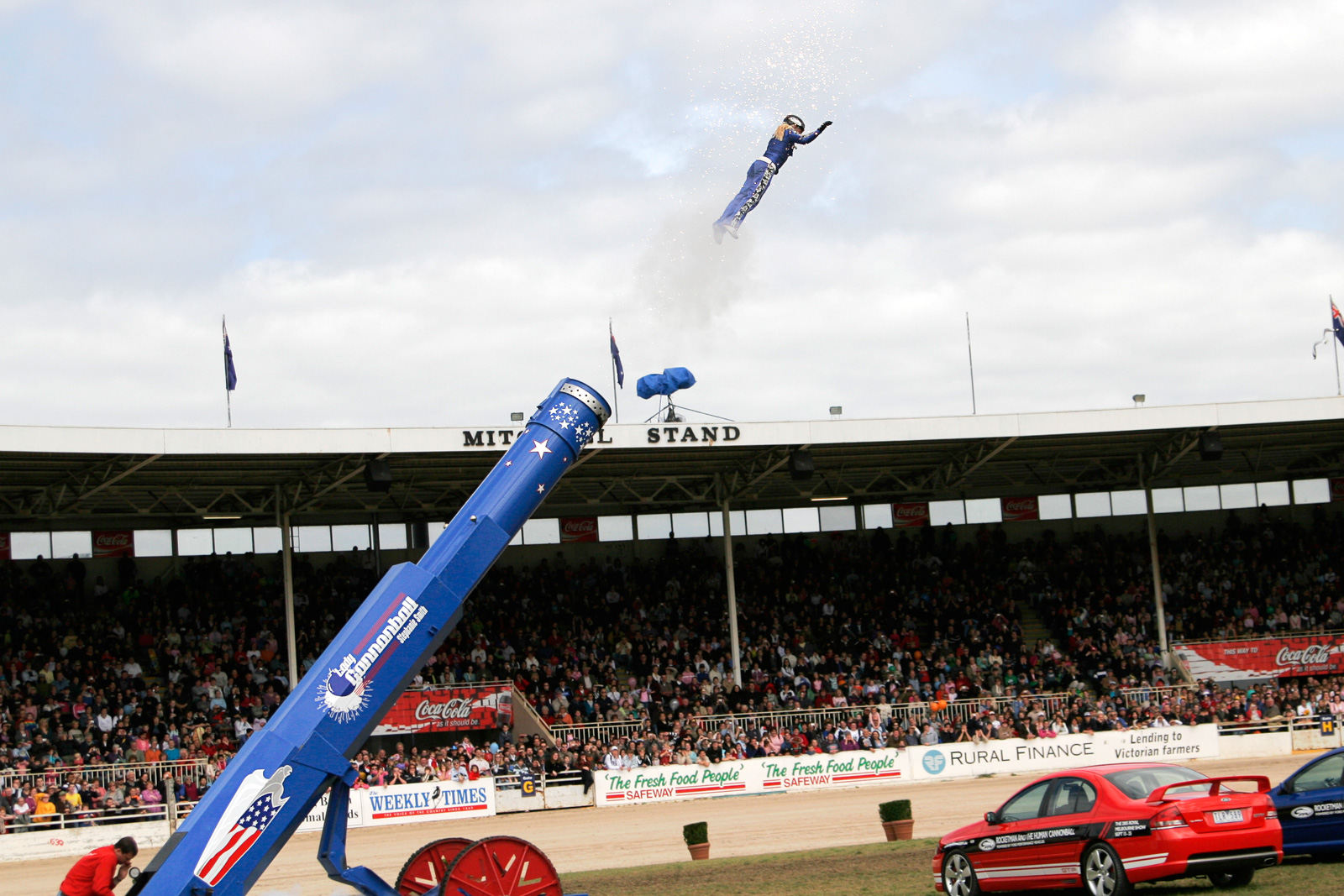
Stephanie Smith, bala de canó humana al Royal Melbourne Show, 2005

Una bala de canó humana és una actuació en què una persona que actua com a "bola de canó" és expulsada d'un canó especialment dissenyat. La bola de canó humana aterra sobre una xarxa horitzontal o un matalàs inflat col·locat al punt d'aterratge, tal com prediu la física. Les actuacions a l'aire lliure poden apuntar a una massa d'aigua.

## Història

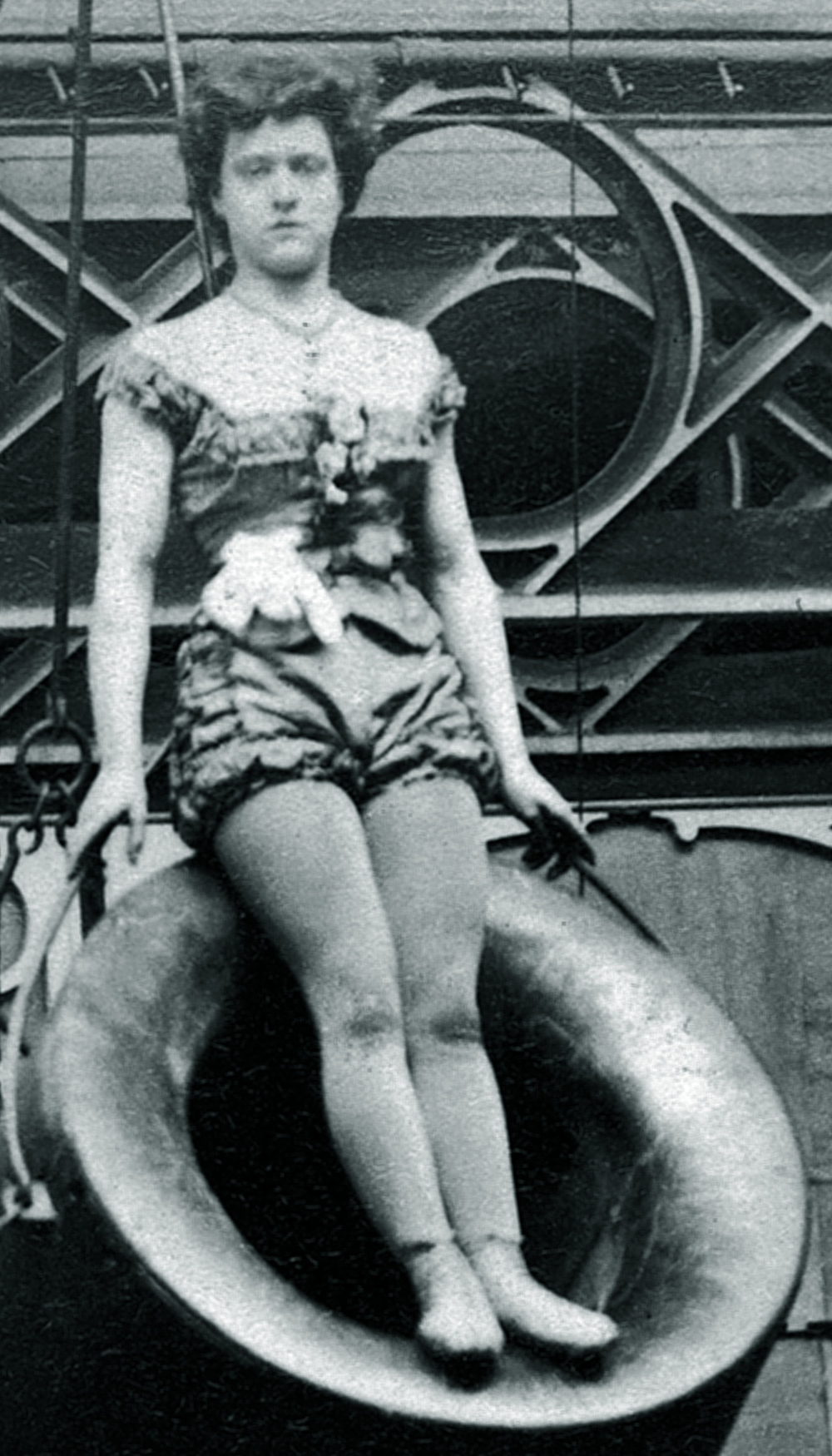
Rossa Matilda Richter ("Zazel") amb el seu canó el 1877.

La primera bala de canó humana, llançada el 1877 al Royal Aquarium de Londres, va ser una noia de 17 anys anomenada "Zazel", el nom real de la qual era Rossa Matilda Richter. Va ser llançada per un canó de molla inventat pel canadenc William Leonard Hunt ("El gran Farini"). Més tard va fer una gira amb el PT Barnum Circus. El canó de Farini utilitzava molles de goma per llançar una persona des del canó, limitant la distància que podia ser llançada. La carrera de Richter com a bala de canó humana va acabar quan un llançament va fallar i es va trencar l'esquena.
A la dècada de 1920, Ildebrando Zacchini va inventar un canó que utilitzava aire comprimit per llançar una bala de canó humana. Zacchini va disparar al seu fill Hugo Zacchini amb el canó d'aire comprimit. Més tard, membres de la família Zacchini van ser incorporats al Saló de la Fama del Circ Ringling Brothers.

## Rècord mundial
El rècord mundial actual del vol de bala de canó humà més llarg és de 59.05 m, establert per David "The Bullet" Smith Jr. al plató de Lo Show dei Record, a Milà, Itàlia, el 10 de març de 2011. La distància es mesurava des de la boca del canó fins al punt més llunyà a què s'arribava a la xarxa. Smith va ser llançat per un canó de 8 metres de llarg. Es calculava que viatjava a una velocitat de 120 km/h, arribant a una altitud màxima de 23m.
Hi ha, però, una afirmació contradictòria que el pare de Smith, David "Cannonball" Smith Sr., va establir un rècord de 61.06 m, el 31 d'agost de 2002, a The Steele County Free Fair, a Owatonna. S'estima que Smith Sr. va viatjar a més de 110 km/h durant el vol.

## Recentment
L'intèrpret de circ Bello Nock va realitzar una acrobàcia de bala de canó humana que va implicar-lo sobrevolant el rotor principal d'un helicòpter durant el novè episodi de la dotzena temporada d'America's Got Talent.

## Canó
L'impuls al canó és proporcionat per una molla o per un raig d'aire comprimit. Això fa que el dispositiu funcioni més com una catapulta, on el cilindre que impulsa l'ésser humà s'atura a la boca del canó. Alguns canons utilitzen nitrocel·lulosa, concretament l'èster dinitrat, dinitrat de cel·lulosa (piroxilina).
En un espectacle de circ, la pólvora es pot utilitzar per proporcionar efectes visuals i auditius no relacionats amb el mecanisme de llançament. També es poden utilitzar focs artificials i fum per augmentar l'efecte visual. Hi ha un fabricant d'aquests canons humans localitzat a Greensburg (Pennsilvània) i proporciona moltes de les catapultes per als canons humans.

## Risc
Més de 30 bales de canó humanes han mort durant la realització d'aquesta acrobàcia. Entre les últimes hi ha la que va ocórrer a Kent, Regne Unit, el 25 d'abril de 2011, on va morir una bala de canó humana com a conseqüència de la fallada de la xarxa de seguretat. L'aterratge es considera l'aspecte més perillós de l'acte.

## Forces especials
El principi de la bala de canó humana és objecte d'una sol·licitud de patent per part de l'Agència d'Investigacions de Projectes Avançats de Defensa dels EUA, per la qual una cadira guiada per ferrocarril impulsada per aire comprimit s'atura sobtadament, impulsant el membre de les forces especials, l'oficial de policia o el bomber al terrat d'un edifici alt.